# Đội tuyển bóng đá bãi biển quốc gia Ba Lan
Đội tuyển bóng đá bãi biển quốc gia Ba Lan đại diện Ba Lan ở các giải thi đấu bóng đá bãi biển quốc tế và được điều hành bởi PZPN, cơ quan quản lý bóng đá bãi biển ở Ba Lan.

## Thành tích thi đấu

### Vòng loại giải vô địch bóng đá bãi biển thế giới khu vực châu Âu
| Thành tích Vòng loại giải vô địch bóng đá bãi biển thế giới | Thành tích Vòng loại giải vô địch bóng đá bãi biển thế giới | Thành tích Vòng loại giải vô địch bóng đá bãi biển thế giới | Thành tích Vòng loại giải vô địch bóng đá bãi biển thế giới | Thành tích Vòng loại giải vô địch bóng đá bãi biển thế giới | Thành tích Vòng loại giải vô địch bóng đá bãi biển thế giới | Thành tích Vòng loại giải vô địch bóng đá bãi biển thế giới | Thành tích Vòng loại giải vô địch bóng đá bãi biển thế giới | Thành tích Vòng loại giải vô địch bóng đá bãi biển thế giới | Thành tích Vòng loại giải vô địch bóng đá bãi biển thế giới | Thành tích Vòng loại giải vô địch bóng đá bãi biển thế giới |
| Năm                                                         | Vòng                                                        | St                                                          | W                                                           | WE                                                          | WP                                                          | B                                                           | BT                                                          | BB                                                          | HS                                                          | Đ                                                           |
| ----------------------------------------------------------- | ----------------------------------------------------------- | ----------------------------------------------------------- | ----------------------------------------------------------- | ----------------------------------------------------------- | ----------------------------------------------------------- | ----------------------------------------------------------- | ----------------------------------------------------------- | ----------------------------------------------------------- | ----------------------------------------------------------- | ----------------------------------------------------------- |
| 2008                                                        | -                                                           | 4                                                           | 2                                                           | 0                                                           | 0                                                           | 2                                                           | 14                                                          | 11                                                          | +3                                                          | 6                                                           |
| 2009                                                        | -                                                           | 4                                                           | 3                                                           | 0                                                           | 0                                                           | 1                                                           | 16                                                          | 11                                                          | +5                                                          | 9                                                           |
| 2011                                                        | -                                                           | 5                                                           | 3                                                           | 0                                                           | 0                                                           | 2                                                           | 27                                                          | 18                                                          | +9                                                          | 9                                                           |
| 2013                                                        | -                                                           | 7                                                           | 4                                                           | 1                                                           | 0                                                           | 2                                                           | 36                                                          | 26                                                          | +10                                                         | 13                                                          |
| 2015                                                        | -                                                           | 8                                                           | 3                                                           | 0                                                           | 0                                                           | 5                                                           | 29                                                          | 37                                                          | -8                                                          | 9                                                           |
| 2017                                                        | -                                                           | 8                                                           | 6                                                           | 1                                                           | 0                                                           | 1                                                           | 33                                                          | 20                                                          | +13                                                         | 20                                                          |
| Tổng cộng                                                   | 6/6                                                         | 36                                                          | 21                                                          | 2                                                           | 0                                                           | 13                                                          | 155                                                         | 123                                                         | +22                                                         | 67                                                          |

## Đội hình hiện tại
Chính xác tính đến tháng 9 năm 2016 for Vòng loại giải vô địch bóng đá bãi biển thế giới 2017 khu vực châu Âu

Ghi chú: Quốc kỳ chỉ đội tuyển quốc gia được xác định rõ trong điều lệ tư cách FIFA. Các cầu thủ có thể giữ hơn một quốc tịch ngoài FIFA.
| Số | VT | Quốc gia | Cầu thủ             |
| -- | -- | -------- | ------------------- |
| 1  | TM |          | Maciej Marciniak    |
| 5  |    |          | Tomasz Lenart       |
| 7  |    |          | Witold Ziober       |
| 8  |    |          | Bogusław Saganowski |
| 9  |    |          | Łukasz Stasiak      |
| 11 |    |          | Piotr Klepczarek    |

| Số | VT | Quốc gia | Cầu thủ           |
| -- | -- | -------- | ----------------- |
| 12 | TM |          | Szymon Gąsiński   |
| 14 |    |          | Jakub Jesionowski |
| 17 |    |          | Kamil Kucharski   |
| 18 |    |          | Filip Gac         |
| 19 |    |          | Dominik Depta     |
| 20 |    |          | Karim Madani      |

Huấn luyện viên: Marcin Stanisławski

## Thành tích
- Thành tích tốt nhất tại Giải vô địch bóng đá bãi biển châu Âu: Hạng ba
  - 2006
- Thành tích tốt nhất tại Giải vô địch bóng đá bãi biển thế giới: Hạng 11
  - 2006
- Thành tích tốt nhất tại Vòng loại Giải vô địch thế giới: Vô địch
  - 2017